# 田駿豐
田駿豐（?—?）甘肅省甘谷縣人，中华民国政治人物。

## 生平
田駿豐是清朝光緒年间的優貢。中华民国成立后，任甘肅省參議會議員，曾主辦《蘭州日報》。他还任甘肃省財政司長、省會警察廳廳長，任内于民國二年（1913年）秋七月主持甘肅財政司 “清理藩署舊檔”工作，不顾甘肃都督府秘書長慕壽祺的劝告，烧毁了包括明朝肅王府檔案在内的大批明朝及清朝珍贵档案，造成了甘肃省历史档案的重大损失。